# Edward Kazimierski
Edward Kazimierski (ur. 4 października 1931 w Zawadzie, zm. 20 sierpnia 2024 w Mielcu) – działacz sportowy, długoletni wiceprezes urzędujący Stali Mielec.

## Życiorys
Urodził się w Zawadzie koło Połańca. Ukończył Państwowe Gimnazjum i Liceum Mechaniczne w Ropczycach (matura w 1952 roku). W sierpniu 1952 roku został zatrudniony w wytwórni sprzętu komunikacyjnego WSK w Mielcu. W 1960 został oddelegowany do kierowania klubem Owiewka przy ulicy Chopina w Mielcu. Okresowo pełnił funkcję członka Prezydium Rady Zakładowej WSK. W latach 50. i 60. był także (przez trzy kadencje) radnym Miejskiej Rady Narodowej w Mielcu. W latach 1961–1966 kierował Oddziałem Ekspedycji WSK, a przy tym w latach 1962–1965 był społecznym kierownikiem sekcji bokserskiej Stali Mielec. W 1963 ukończył Studium Ekonomiki i Organizacji Zbytu w Przemyśle, prowadzone przez Polskie Towarzystwo Ekonomiczne w Warszawie. W 1984 roku ukończył AWF w Warszawie i otrzymał tytuł magistra wychowania fizycznego oraz przeszedł na stanowisko głównego specjalisty do spraw socjalnych w WSK Mielec. Do przejścia na emeryturę w 1991 zajmował się między innymi organizacją wypoczynku letniego, zimowego oraz działalnością rekreacyjną.

## Działalność klubowa
W 1967 roku powierzono mu funkcję wiceprezesa urzędującego do spraw organizacyjnych Fabrycznego Klubu Sportowego Stal Mielec. Pełnił tę funkcję do roku 1984. Sukcesy sportowe odniesione przez klub pod jego kierownictwem:
- mistrzostwa Polski w piłce nożnej w 1973 oraz w 1976.
- wicemistrzostwo Polski w piłce nożnej w 1975.
- wicemistrzostwo Polski w piłce ręcznej mężczyzn w 1975.
- Puchar Polski w piłce ręcznej mężczyzn w 1971.
- Puchar Polski w siatkówce mężczyzn w 1976.
- ćwierćfinał Pucharu UEFA z Hamburgiem SV W 1976.

oraz liczne medale drużynowe i indywidualne w lekkoatletyce, pływaniu i boksie.
Sukcesy organizacyjne i inwestycyjne
- 40. mistrzostwa Polski w boksie w 1969.
- mecz Pucharu Europy Mistrzów Klubowych z Realem Madryt w 1976.
- budowa hotelu Jubilat.
- budowa dwupoziomowych trybun.
- budowa sztucznego oświetlenia.
- uruchomienie w Mielcu punktu konsultacyjnego AWF w Warszawie.
- wprowadzenie pierwszej w Polsce obowiązkowej nauki pływania w klasach drugich Mieleckich szkół podstawowych.

## Odznaczenia
- Krzyż Kawalerski Orderu Odrodzenia Polski w 1974.
- Odznaka 100-lecia Sportu Polskiego w 1968.
- Złota Odznaka „Zasłużonego Działacza Kultury Fizycznej” w 1973.
- dwukrotnie Złota Odznaka Honorowa Polskiego Związku Piłki Nożnej w 1976 i w 1982.
- Honorowa Odznaka „Za Zasługi w Rozwoju Kultury Fizycznej” w 1974.
- Medal 80-lecia Polskiego Związku Piłki Nożnej w 1999.
- wpis do „Księgi Zasłużonych dla Miasta Mielca”.
- Odznaka honorowa „Zasłużony dla Województwa Podkarpackiego” w 2019[2].